# 新保徳寿

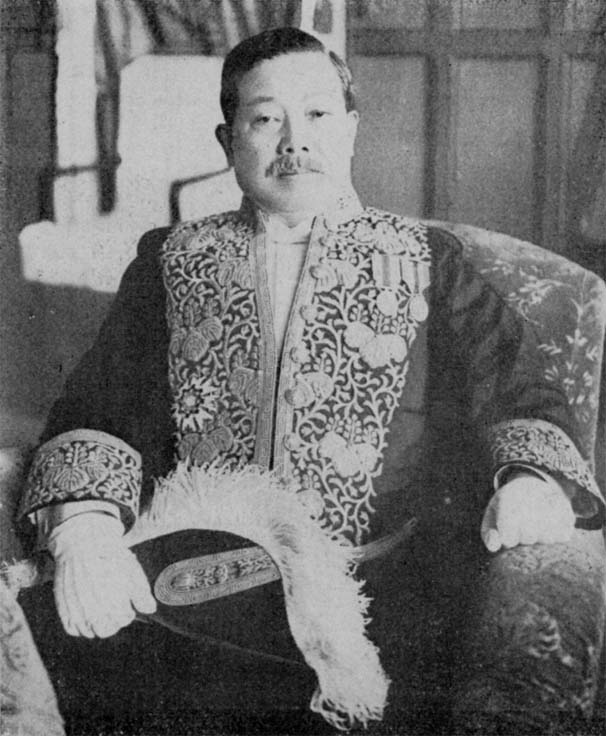
新保徳寿

新保 徳寿（しんぽ とくじゅ、1873年（明治6年）10月11日 - 1938年（昭和13年）8月16日）は、日本の教育者。旧名は伊八。

## 経歴
宮城県出身。1902年（明治35年）、東京帝国大学文科大学哲学科を卒業し、さらに大学院で学んだ。1908年（明治41年）、仙台高等工業学校教授となり、生徒監を兼ねた。1912年（明治45年）からは東北帝国大学工学専門部生徒監となり、1915年（大正4年）に同主事となった。その後、東北帝国大学事務官を経て、仙台高等工業学校校長を務めた。